# غرفة لشخصين (مسلسل)
غرفة لشخصين (بالتركية: Çift Kisilik Oda) هو مسلسل تركي رومانسي كوميدي عُرض لأول مرة في 22 مايو 2025، من إنتاج شركة ام اف يابم، وإخراج يوسف بيرحسن، وتأليف أيس كوتلو. يشارك في بطولته أولاش تونا استبه، ديفريم أوزكان، وجوزدي سيدا آلتونر.

## قصة المسلسل
بعد أن فقدت والديها في سن مبكرة، أصبح حلم نيلوفر (ديفريم أوزكان) هو العمل في فندق لوتيسيا، الفندق الذي شيده والداها. يعود (أولاش تونا أستيبي)، أحد ورثة الفندق، إلى المكان الذي حكمته شقيقته غير الشقيقة سيفيل (جوزدي سيدا ألتونر) لسنوات، بدافع الانتقام. وبالنسبة إلى نيلوفر وكان، اللذين تتقاطع مساراتهما هنا، فلن يعود أي شيء كما كان من قبل.

## وصلات خارجية
- غرفة لشخصين على موقع IMDb (الإنجليزية)
- غرفة لشخصين على موقع كينوبويسك (الروسية)
- غرفة لشخصين على موقع قاعدة بيانات الفيلم (الإنجليزية)